# Wolfgang Wiemer
Wolfgang Wiemer (* 16. Februar 1934 in Hachelbich bei Sondershausen; † Ende 2023) war ein deutscher Kirchenmusiker, Komponist und Hochschuldozent.

## Leben
Wolfgang Wiemer, ein Sohn des Schriftstellers Rudolf Otto Wiemer, lebte nach der Kindheit in Bad Frankenhausen am Kyffhäuser ab 1946 in Liebenburg bei Goslar. Noch während der Schulzeit wirkte er dort 1948–1954 als Organist. 1954–1962 absolvierte er das Studium der Schulmusik sowie der Kirchenmusik in Frankfurt am Main (Orgel bei Helmut Walcha [?], Tonsatz bei Kurt Hessenberg).
Von 1964 bis 1971 war Wiemer Lehrer für Musik und Deutsch am Laubach-Kolleg. Anschließend war er Dozent und Professor für Musik und Musikerziehung an der Pädagogischen Hochschule in Esslingen am Neckar, ab 1983 in gleicher Funktion an der Pädagogischen Hochschule Reutlingen und von 1986 bis zur Pensionierung 1999 an der PH Ludwigsburg. 
Von 1960 an veröffentlichte er geistliche Kompositionen, vorwiegend für Orgel bzw. Chor, von 1977 an folgten mehrere Aufsätze zur Bach-Forschung, u. a. im Bach-Jahrbuch und in den Württembergischen Blättern für Kirchenmusik; ab 1993 zahlreiche kunstgeschichtliche Beiträge zum Werk von Otto Dix.
Wiemer wohnte ab 1971 viele Jahre in Aichschieß, einem Ortsteil der Gemeinde Aichwald im Landkreis Esslingen., danach bis zu seinem Tod in Ludwigsburg.

## Veröffentlichungen
- Die wiederhergestellte Ordnung in Johann Sebastian Bachs Kunst der Fuge. Untersuchungen am Originaldruck. Breitkopf & Härtel, Wiesbaden, 1977.
- Die Kunst der Fuge – Bachs Credo. Böhlau, Weimar, 2017.
- Versuch über die wahre Art, Bachs "Pièce d'Orgue" (Fantasie G-Dur) BWV 572 zu spielen in: Württembergische Blätter für Kirchenmusik, 87. Jahrgang, Heft 2. Stuttgart, Verband Evang. Kirchenmusik, 2020.
- Verschiedene Canones über die ersten acht Fundamental-Noten vorheriger Arie von J. S.Bach (BWV 1087). Versuch einer Annäherung in: Württembergische Blätter für Kirchenmusik, 89. Jahrgang, Heft 6. Stuttgart, Verband Evang. Kirchenmusik, 2022.
- Mehrere Orgelwerke (darunter Anläufe, 1972) bei Breitkopf & Härtel, Wiesbaden.
- Mehrere geistliche Vokalwerke (darunter Kontexturen für Sopran, Bass, Trompete, Schlagzeug und Orgel über "Wer nur den lieben Gott läßt walten", "Christ ist erstanden" und "Veni Creator Spiritus", 1972), bei Breitkopf & Härtel, Wiesbaden, sowie Carus, Stuttgart.
- Johann Christoph Friedrich Bach: Miserere in c minor. Arr. Wolfgang Wiemer für Gemischten Chor mit Ensemble. Partitur und Stimmensatz. Carus, Stuttgart.